# Chałupki (powiat Raciborski)
Chałupki (Duits: Annaberg) is een plaats in het Poolse district Raciborski, woiwodschap Silezië. De plaats maakt deel uit van de gemeente Krzyżanowice en telt 1694 inwoners.